# Bahaki Thanti
Bahaki Thanti – gaun wikas samiti w zachodniej części Nepalu w strefie Dhawalagiri w dystrykcie Parbat. Według nepalskiego spisu powszechnego z 2001 roku liczył on 384 gospodarstw domowych i 1993 mieszkańców (1084 kobiet i 909 mężczyzn).